# Akademie der bildenden Künste Wien
De Akademie der bildenden Künste Wien is een openbare kunstacademie voor toegepaste en beeldende kunst in de Oostenrijkse hoofdstad Wenen.

## Geschiedenis
De kunstacademie werd in 1692 door hofschilder Peter Strudel gesticht als privé-academie, naar het voorbeeld van de Accademia di San Luca in Rome. Na zijn overlijden in 1714 werd de academie tijdelijk gesloten. In 1725 stelde keizer Karel VI de schilder Jacob van Schuppen aan als prefect en directeur van de K.k. Hofakademie der Maler, Bildhauer und Baukunst. 
In 1872 kreeg de academie de status van hogeschool en in 1998 werd zij een universiteit, de naam bleef echter behouden. In de tweede helft van de 19e eeuw werd het huidige schoolgebouw gebouwd. Adolf Hitler probeerde in 1907 en 1908 als schilder toegelaten te worden tot de academie, maar werd afgewezen. Door deze afwijzing raakte Hitler in de put en werd hij lid van het Duitse leger, met alle gevolgen van dien.

## Bekende docenten en studenten
- Jakob Christoph Schletterer (1699-1774)
- Johann Georg Plazer (1704–1761)
- Philipp Jakob Straub (1706-1774)
- Franz Xaver Messerschmidt (1736-1783)
- Friedrich von Amerling (1803-1887)
- Anselm Feuerbach (1829–1880)
- Bertalan Székely (1835-1910)
- Otto Wagner (1841–1918)
- Friedrich Ohmann (1858-1927)
- Max Kurzweil (1867-1916)
- Peter Behrens (1868–1940)
- Egon Schiele (1890–1918)
- Rudolf Hoflehner (1916–1995)
- Joannis Avramidis (1922)
- Alfred Hrdlicka (1928–2009)
- Friedensreich Hundertwasser (1928–2000)
- Arnulf Rainer (1929)
- Adi Holzer (1936)
- Gottfried Helnwein (1948)
- Daniel Richter (1962)
- Eyal Weizman (1970)